# اسکیت سرعت مسیر کوتاه قهرمانی اروپا

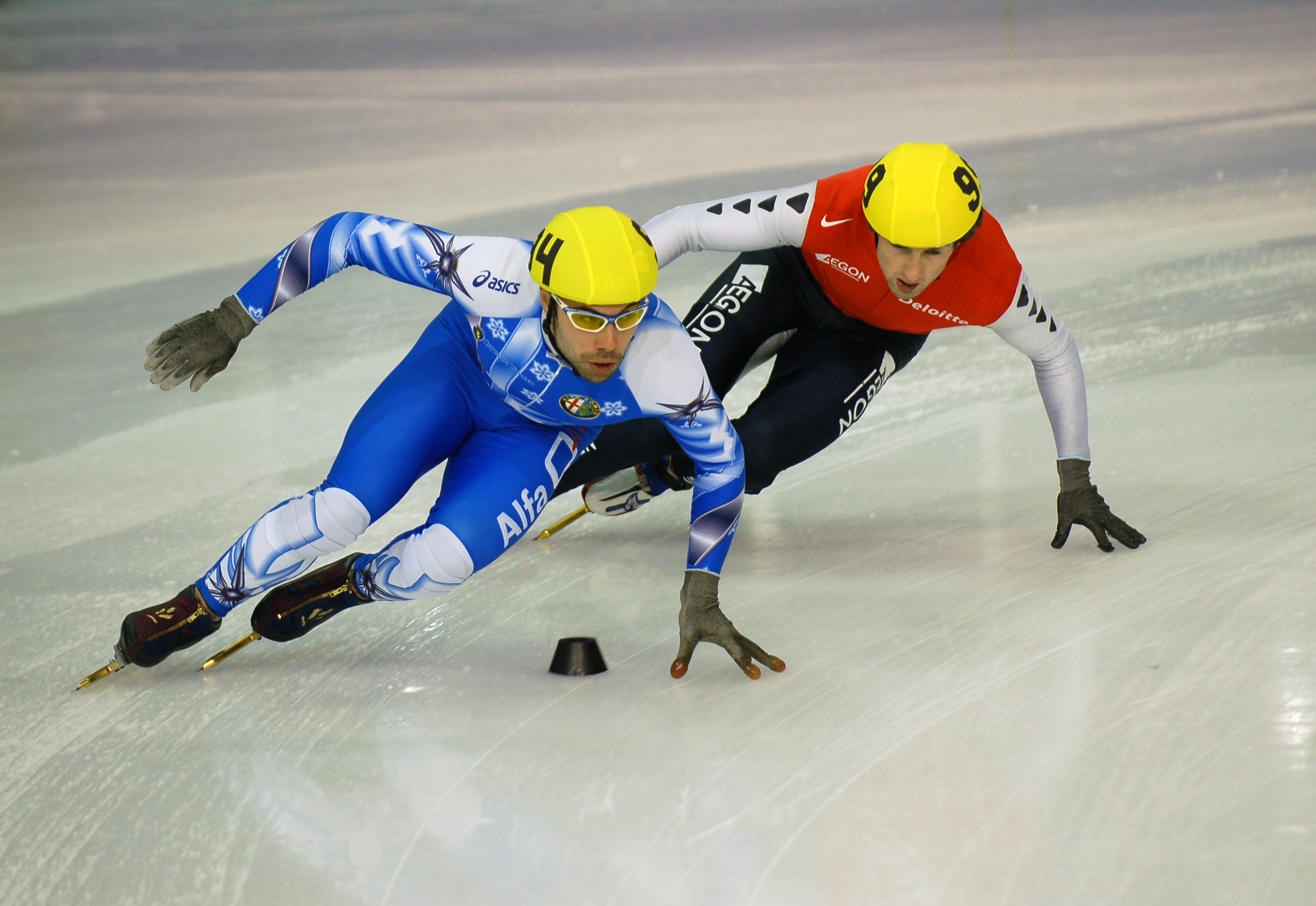
اسکیت سرعت مسیر کوتاه یک مسابقه بسیار جذاب است.

اسکیت سرعت مسیر کوتاه قهرمانی اروپا یک رقابت سالانه اسکیت سرعت مسیر کوتاه است که از ۱۹۹۷ میلادی هر سال در یکی از کشورهای اروپایی برگزار می‌شود.